# Sarando Béné
Sarando Béné (auch: Saran Do Béné) ist ein Dorf in der Landgemeinde Bitinkodji in Niger.

## Geographie

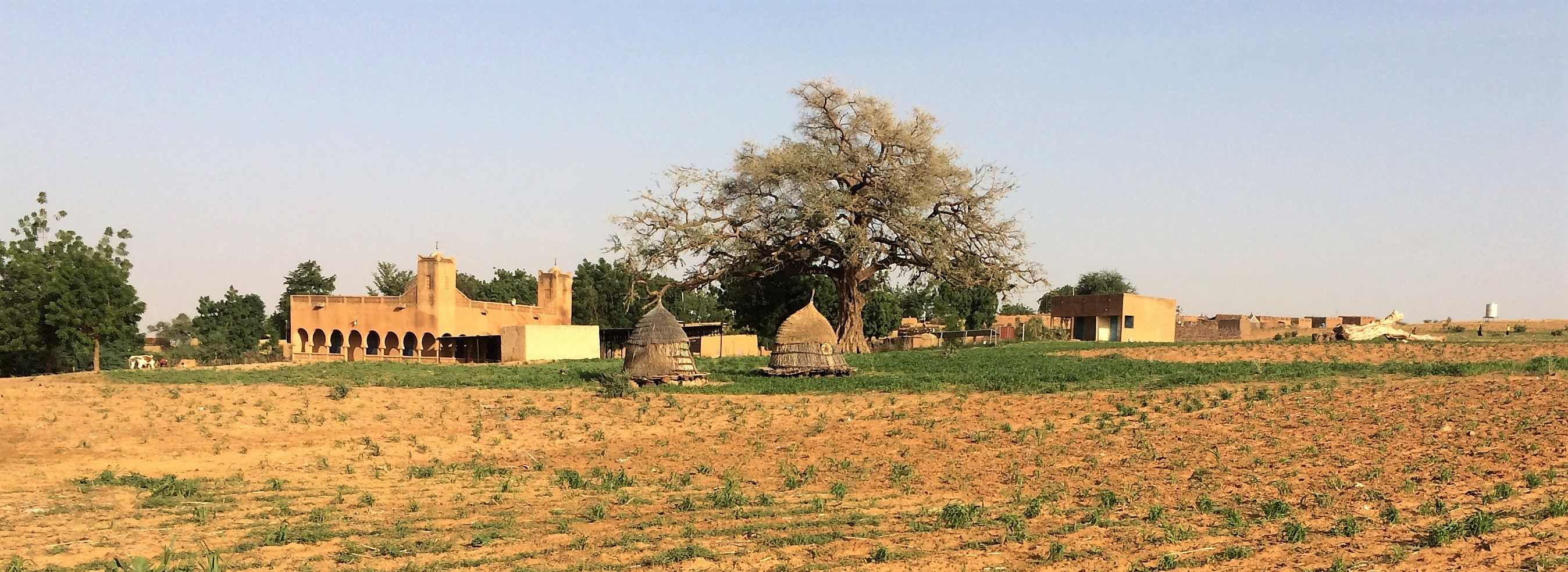
Moschee von Sarando Béné (2019)

Das von einem traditionellen Ortsvorsteher (chef traditionnel) geleitete Dorf liegt am rechten Ufer des Flusses Niger. Es befindet sich rund drei Kilometer westlich des Hauptorts Saga Fondo der Landgemeinde Bitinkodji, die zum Departement Kollo in der Region Tillabéri gehört. Die Nachbardörfer Sarando Béné („oberes Sarando“) und Sarando Ganda („unteres Sarando“) werden gemeinsam als Bosseye Sarando bezeichnet und hatten früher einen gemeinsamen Ortsvorsteher.
Sarando Béné ist Teil der Übergangszone zwischen Sahel und Sudan. Die durchschnittliche jährliche Niederschlagshöhe beträgt hier zwischen 400 und 500 mm.
In Sarando Béné wurden folgende Vogelarten beobachtet:
- Alektoweber (Bubalornis albirostris)
- Kuhreiher (Bubulcus ibis)
- Mangrovereiher (Butorides striata)
- Schleppennachtschwalbe (Caprimulgus climacurus)
- Graufischer (Ceryle rudis)
- Senegalracke (Coracias abyssinicus)
- Schildrabe (Corvus albus)
- Schwarzschwanz-Lärmvogel (Crinifer piscator)
- Palmensegler (Cypsiurus parvus)
- Witwenpfeifgans (Dendrocygna viduata)
- Seidenreiher (Egretta garzetta)
- Gleitaar (Elanus caeruleus)
- Haubenlerche (Galerida cristata)
- Stelzenläufer (Himantopus himantopus)
- Senegalamarant (Lagonosticta senegala)
- Rotkopfwürger (Lanius senator)
- Karminspint (Merops nubicus)
- Zwergspint (Merops pusillus)
- Riedscharbe (Microcarbo africanus)
- Gabarhabicht (Micronisus gabar)
- Schafstelze (Motacilla flava)
- Kaptäubchen (Oena capensis)
- Steinschmätzer (Oenanthe oenanthe)
- Graukopfsperling (Passer griseus)
- Sichler (Plegadis falcinellus)
- Dorfweber (Ploceus cucullatus)
- Halsbandsittich (Psittacula krameri)
- Piapia (Ptilostomus afer)
- Graubülbül (Pycnonotus barbatus)
- Blutschnabelweber (Quelea quelea)
- Knäkente (Spatula querquedula)
- Palmtaube (Spilopelia senegalensis)
- Brillentaube (Streptopelia decipiens)
- Dunkelwasserläufer (Tringa erythropus)
- Bruchwasserläufer (Tringa glareola)
- Teichwasserläufer (Tringa stagnatilis)
- Wiedehopf (Upupa epops)
- Spornkiebitz (Vanellus spinosus)
- Schwarzschopfkiebitz (Vanellus tectus)
- Rotfuß-Atlaswitwe (Vidua chalybeata)[4]

Es wurde die Schlangenart Weißbauch-Sandrasselotter (Echis leucogaster) gesichtet.

## Geschichte
Der staatliche Stromversorger NIGELEC elektrifizierte das Dorf im Jahr 2013. Der französische humanitäre Verein Niger Ma Zaada errichtete 2016 eine Wasserleitung im Ort.

## Bevölkerung
Bei der Volkszählung 2012 hatte Sarando Béné 943 Einwohner, die in 132 Haushalten lebten. Bei der Volkszählung 2001 betrug die Einwohnerzahl 612 in 92 Haushalten und bei der Volkszählung 1988 belief sich die Einwohnerzahl auf 681 in 99 Haushalten.

## Wirtschaft und Infrastruktur

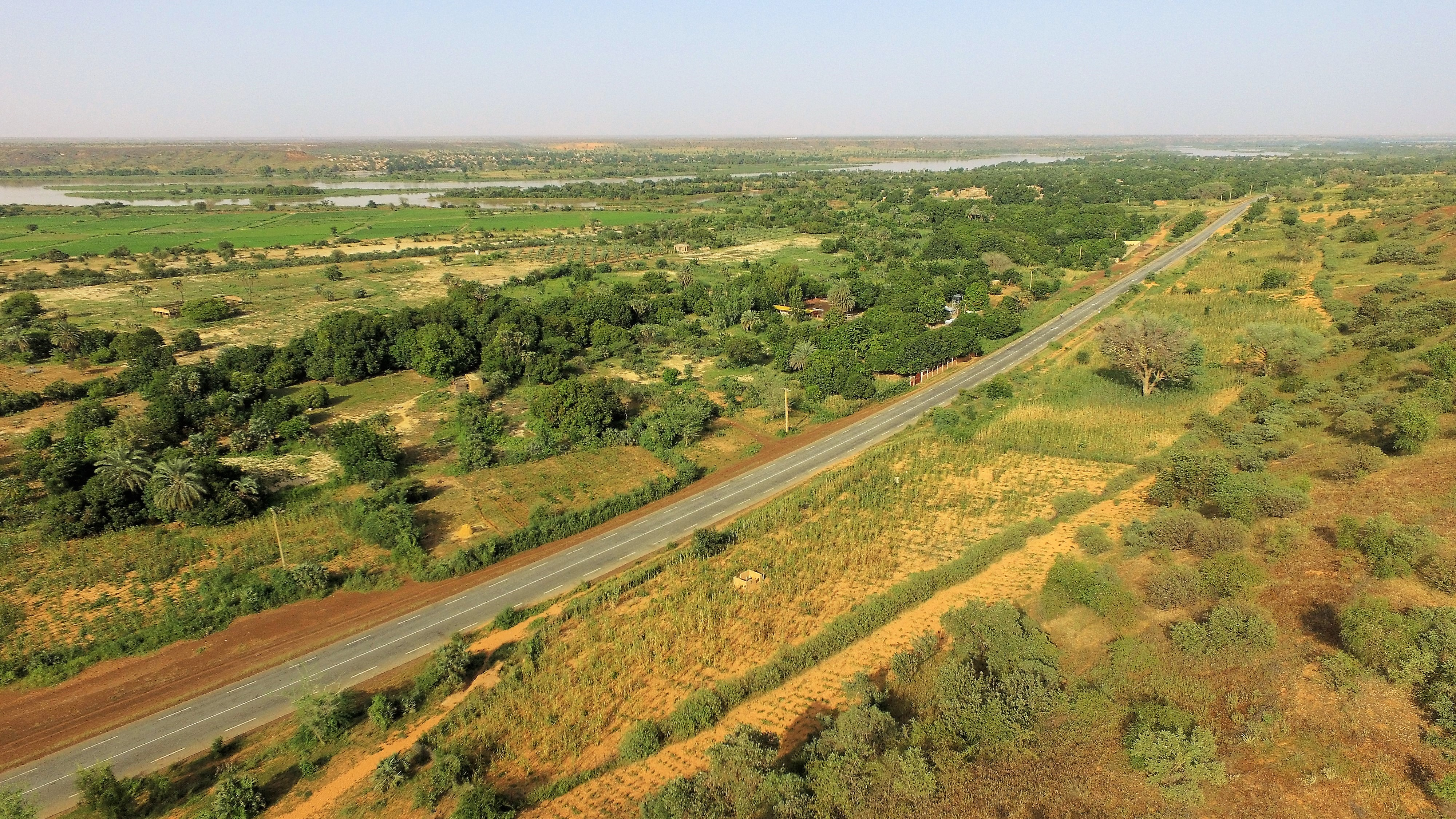
Nationalstraße 4 bei Sarando Béné (2019)

Auf den Dünen von Sarando Béné werden vor allem Hirse und daneben ein wenig Sorghum angebaut. Zu Handelszwecken werden Gemüse, Zuckerrohr und Meerrettichbäume kultiviert. Das Gebiet zwischen Sarando Béné und Sarando Ganda ist neben Karey Gorou und Toulouaré eines der bedeutendsten Anbaugebiete für Meerrettichbäume im Westen Nigers. Deren Blätter dienen meistens gekocht, manchmal roh als Nahrungsmittel, das reich an Kalzium, Eisen, Vitaminen und Proteinen ist. Obst wird in erster Linie für den Eigenbedarf angebaut. Es werden Rinder für die Milchproduktion gehalten. Immigranten aus Mali praktizieren Fischerei.
Es gibt eine Schule im Dorf. Nördlich von Sarando Béné verläuft die 214,1 Kilometer lange Nationalstraße 4 zwischen der Hauptstadt Niamey und der Staatsgrenze zu Burkina Faso.